# Parafia Najświętszej Maryi Panny Królowej Różańca Świętego w Wysokim Kole
Parafia Najświętszej Maryi Panny Królowej Różańca Świętego – rzymskokatolicka parafia w Wysokim Kole, należąca do dekanat czarnoleskiego w diecezji radomskiej.

## Historia
Regów i Wysokie Koło w XV w. stanowiły własność Regowskich herbu Habdank, a potem Pękosławskich, Witowskich, Chomętowskich, Wielopolskich i Lewickich. Pierwotny drewniany kościół pw. św. Mikołaja w Regowie, w pobliżu Wisły, istniał około 1390. Parafia została erygowana w 1439 przez biskupa krakowskiego Zbigniewa Oleśnickiego. Ze względu na częste wylewy Wisły zmieniono w XV w. lokalizację świątyni. Kolejny kościół modrzewiowy zbudował w 1747 proboszcz ks. Maciej Gwiazdowski, a uposażyła go Dorota z Czekarzewic, wojewodzina lubelska i dziedzic Jan Wielopolski. 
Znaczenie kościoła zaczęło maleć pod koniec XIX w. Nazwa parafii funkcjonowała jeszcze formalnie do I wojny światowej, kiedy całkowicie zaniknął kościół w Regowie. Na terenie parafii Regów w Wysokim Kole powstał kościół pw. Św. Krzyża i klasztor dominikański zbudowany w latach 1637–1681 z fundacji Stanisława Witowskiego, kasztelana sandomierskiego i Jana Wielopolskiego. Kościół był konsekrowany w 1694 przez bp. Stanisława Szembeka, sufragana krakowskiego. Po kasacie dominikanów w 1870 zamieszkiwali tu krótko franciszkanie reformaci, zaś pod koniec XIX w. proboszcz parafii Regów zamieszkał w zabudowaniach klasztornych i od 1891 nabożeństwa były sprawowane w Wysokim Kole.

## Proboszczowie
- 1933–1951 – ks. Leon Figarski
- 1951–1957 – ks. Marian Piwowarczyk
- 1957–1967 – ks. Stanisław Popiołkiewicz
- 1967–1986 – ks. Stanisław Janik
- 1986–2007 – ks. kan. Jerzy Karolik
- 2007–2022  – ks. kan. Szymon Mucha
- od 2022 – ks. Artur Piasek

## Zasięg parafii
Do parafii należą wierni z miejscowości: Boguszówka, Marianów, Markowola, Markowola-Kolonia, Opatkowice, Podmieście, Regów Nowy, Regów Stary, Smogorzów, Wysokie Koło.